# Volution Group
Volution Group plc er en britisk producent af ventilationssystemer. De har hovedkvarter i Crawley, West Sussex.
Virksomheden blev etableret som en separat forretningsenhed da HSBC Private Equity overtog Air Movement and Cable Management divisionen i Smiths Group i 2002. I 2014 blev selskabet børsnoteret på London Stock Exchange.